# Taras (Vorname)
Taras ist ein männlicher Vorname, besonders verbreitet in der Ukraine, wohl von dem legendären griechischen Stadtgründer Taras stammend.

## Namensträger
- Taras Bidenko (* 1980), ukrainischer Boxer
- Taras Bojtschuk (* 1966), ukrainischer Wissenschaftler
- Taras Borodajkewycz (1902–1984), österreichischer Historiker
- Taras Borowez (1908–1981), ukrainischer Widerstandskämpfer; Pseudonym Taras Bulba
- Taras Jurjewitsch Chtei (* 1982), russischer Volleyballspieler
- Taras Danko (* 1980), ukrainischer Ringer
- Taras Dolnyj (* 1959), sowjetisch-ukrainischer Biathlet
- Taras Fedorowytsch (um 1600–1639), ukrainischer Kosakenhetman
- Taras Jaschtschenko (1964–2017), ukrainischer Pianist und Komponist
- Taras Kermauner (1930–2008), jugoslawisch-slowenischer Literaturhistoriker, Philosoph, Essayist, Kritiker und Dramaturg
- Taras Konoshchenko (* vor 1975), ukrainischer Opernsänger
- Taras Kompanitschenko (* 1969), ukrainischer Musiker
- Taras Kutowyj (1976–2019), ukrainischer Politiker
- Taras Kuzio (* 1958), ukrainisch-britischer Politologe
- Taras Kyjak (1944–2018), ukrainischer Sprachwissenschaftler und Politiker
- Taras Ljutyj (* 1972), ukrainischer Philosoph und Essayist
- Taras Mychalyk (* 1983), ukrainischer Fußballspieler
- Taras Prochasko (* 1968), ukrainischer Journalist und Schriftsteller
- Taras Schelestjuk (* 1985), ukrainischer Boxer
- Taras Schewtschenko (1814–1861), ukrainischer Lyriker
- Taras Schtonda (* 1966), ukrainischer Opernsänger
- Taras Senkiw (* 1960), ukrainischer Bischof
- Taras Stepanenko (* 1989), ukrainischer Fußballspieler
- Taras Wozniak (* 1957), ukrainischer Kultur- und Politikwissenschaftler